# Los Angeles County Museum of Art

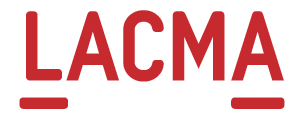
LACMA-logo

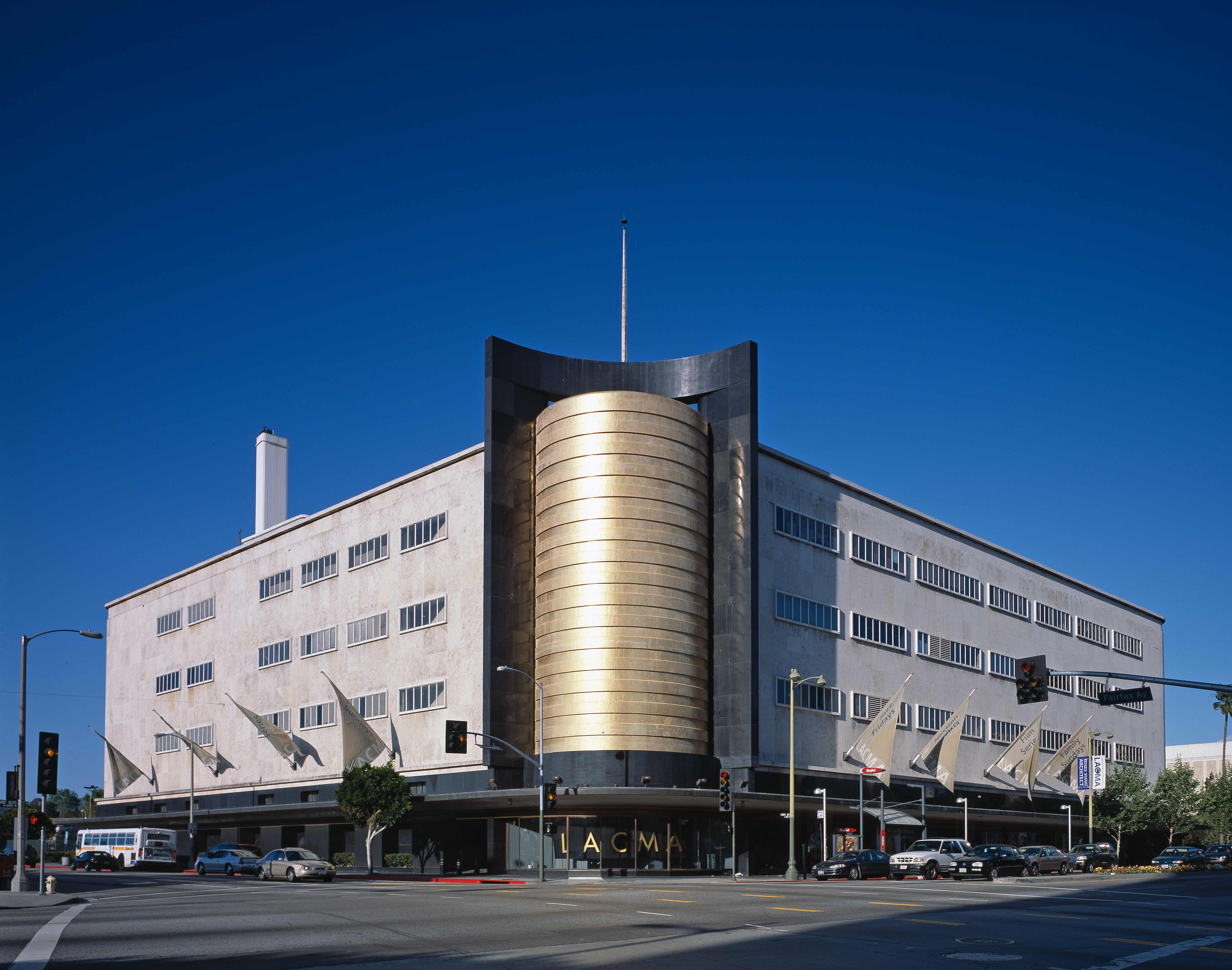
Gebouw LACMA West

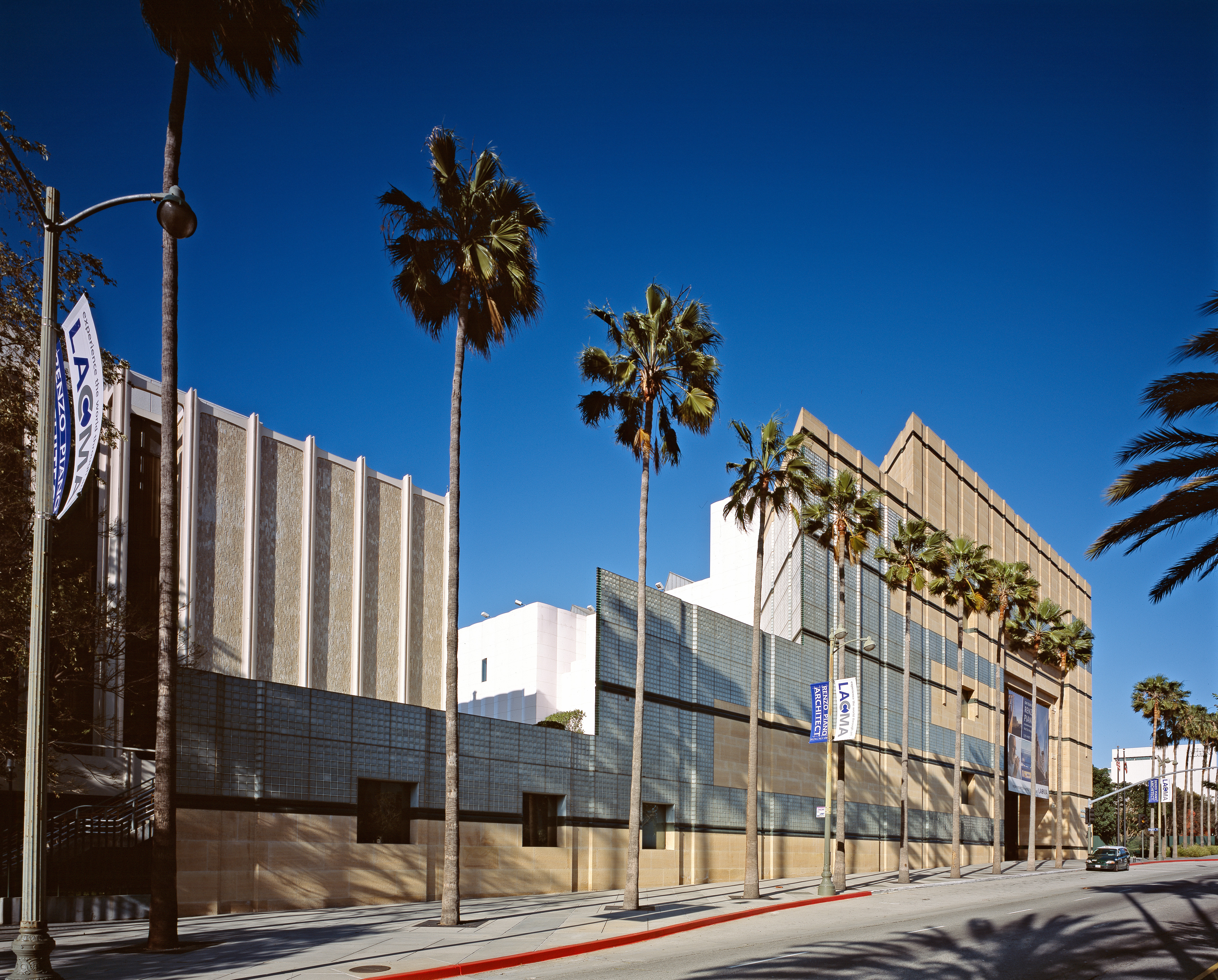
Enkele gebouwen van het museum

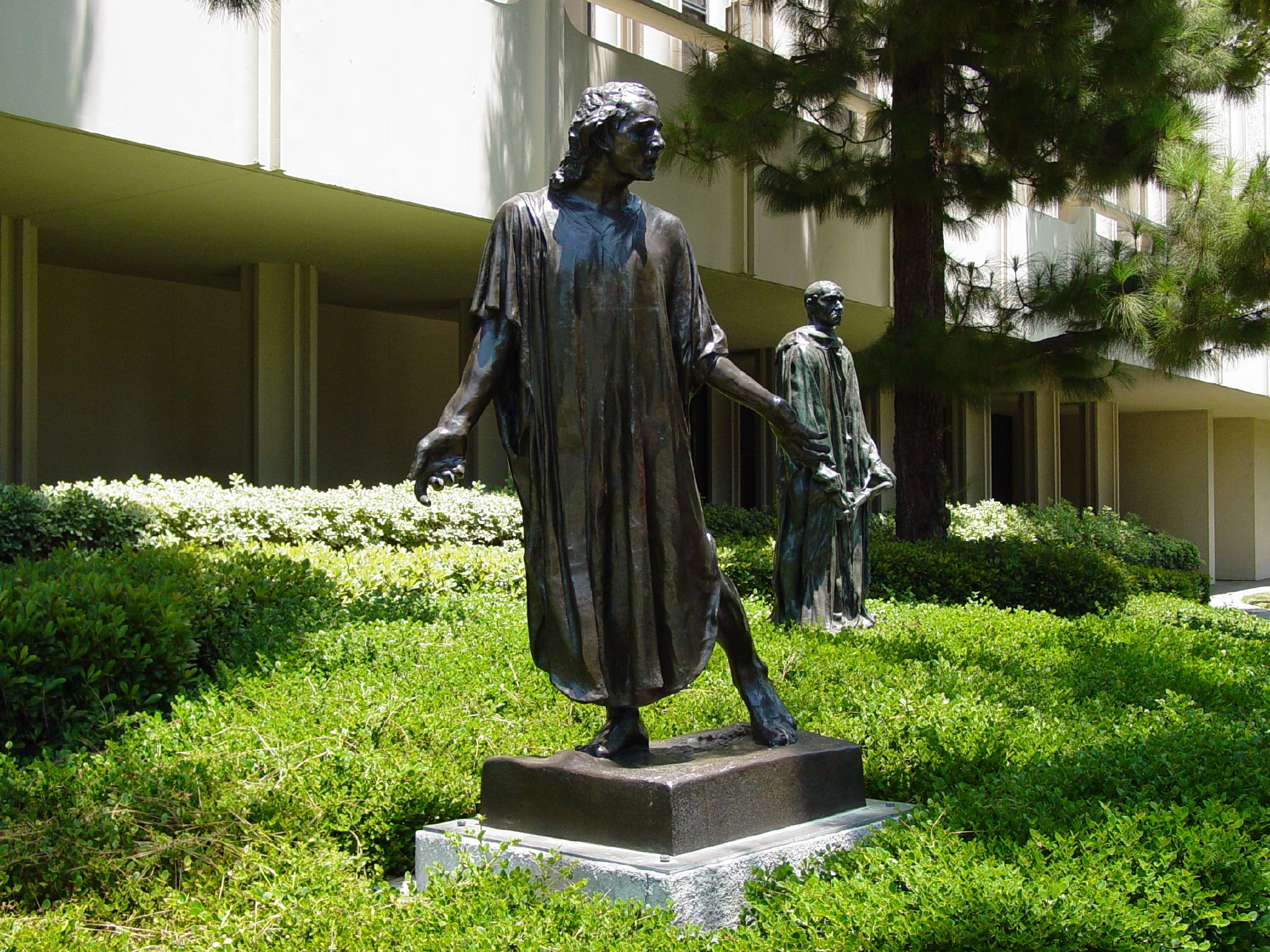
Cantor Sculpture Garden met de Rodin-beeldencollectie

Het Los Angeles County Museum of Art (LACMA) is een museumcomplex aan de Wilshire Boulevard in het Hancock Park in Los Angeles (Californië). De museumcollectie omvat meer dan 100.000 kunstwerken van de antieke kunst tot de hedendaagse kunst.

## Geschiedenis
Het Los Angeles County Museum of Art werd in 1910 gesticht als onderdeel van het Museum of Science, History and Art in het park van de University of Southern California (USC). Het museum beschikte nog niet over een eigen collectie en had ook niet de financiën daartoe. Gedurende de twintiger en dertiger jaren van de vorige eeuw ontstond er toch een eigen collectie met de nadruk op Aziatische kunst. Alhoewel het museum werd uitgebreid met een nieuwbouwvleugel en de collectie na de Tweede Wereldoorlog met werk van Amerikaanse en Europese kunstenaars werd aangevuld, leefde de wens het museum te verzelfstandigen. Een grote rol speelde daarbij de schenking van veel kunstwerken door de krantenmagnaat William Randolph Hearst.
Allan Hancock schonk een stuk grond aan de Wilshire Boulevard en in 1961 werd tot de verzelfstandiging besloten. In 1965 was het plan, een geavanceerd kunsthistorisch museum te creëren, gerealiseerd. Drie, door William Pereira ontworpen museumgebouwen werden betrokken. Het Ahmanson Building toonde de permanente collectie, het Hammer Building presenteerde wisseltentoonstellingen en het Bing Theater bood een zaal voor lezingen.
In 1986 werd het Robert.O. Anderson Building opgeleverd, waarin de collectie moderne kunst werd gehuisvest (sinds 2007 het Art of the Americas Building); in 1988 gevolgd door de opening van het door Bruce Goff ontworpen Pavilion for Japanese Art en de B. Gerald Cantor Sculpture Garden voor de collectie beelden van Auguste Rodin. Weer een jaar later werd het museum aangevuld met de Balch Art Research Library. In 1994 werd het museumcomplex uitgebreid met het aangrenzende warenhuis May Department Stores en vergrootte daarmee het tentoonstellingsoppervlak met dertig procent. Het gebouw werd in 1998 geopend als LACMA West.
In 2004 werd aan de architect Renzo Piano de opdracht verstrekt alle museumgebouwen tot een samenhangend geheel te smeden.
Een alternatief plan van Rem Koolhaas, behelzende het slopen van alle gebouwen en een totaal nieuw museumcomplex te bouwen, haalde het niet. In 2007 werden de centrale BP Grand Entrance en het Broad Contemporary Art Museum (BCAM) opgeleverd. De opening vond plaats in februari 2008. De beeldentuin is omgevormd tot een beeldenpark. Gebouwd wordt aan het Resnick Pavilion en ten slotte wordt het gebouw LACMA West nog gerenoveerd.

## Fotogalerij

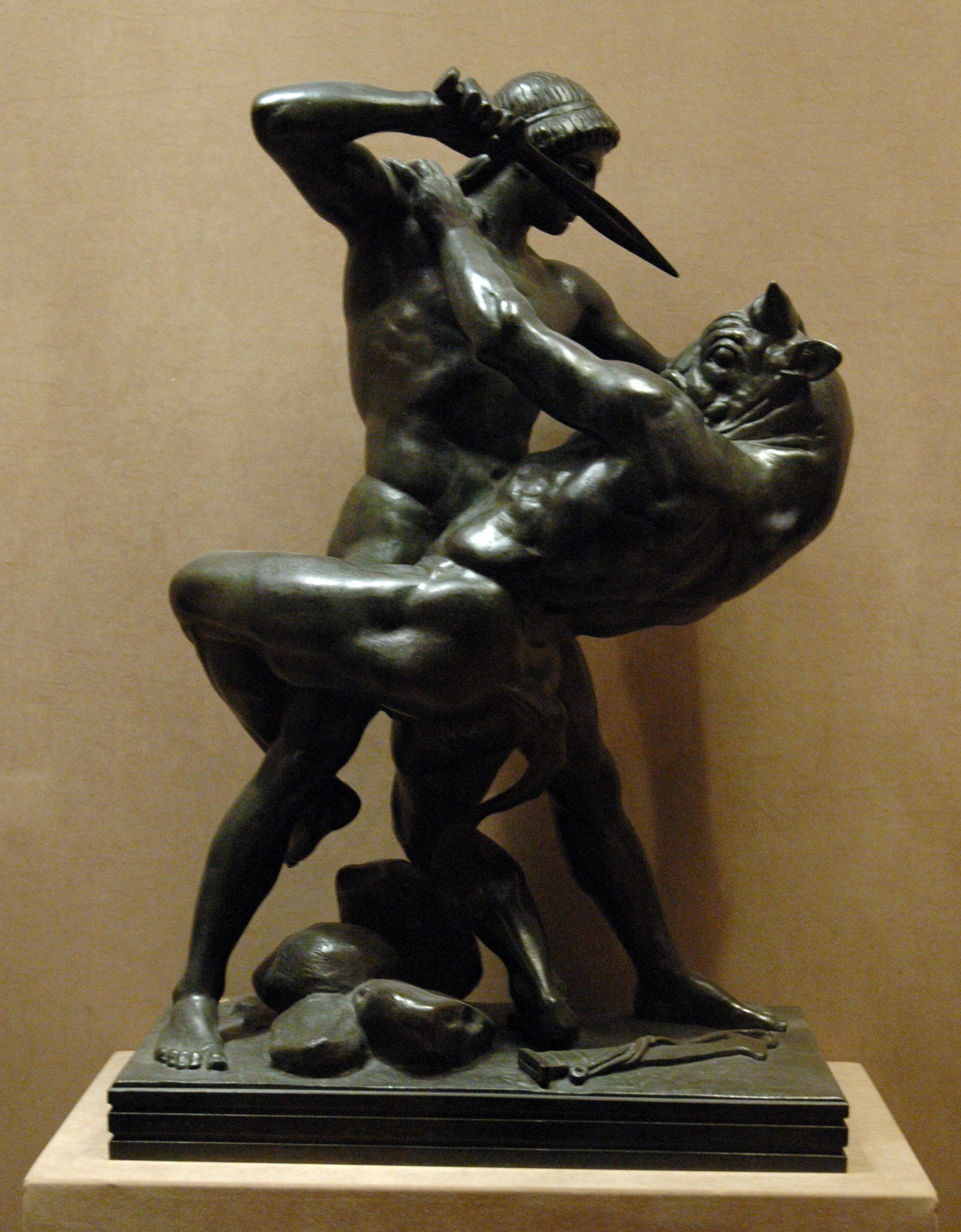
Thésee et le minotaure (1840) van Antoine-Louis Barye
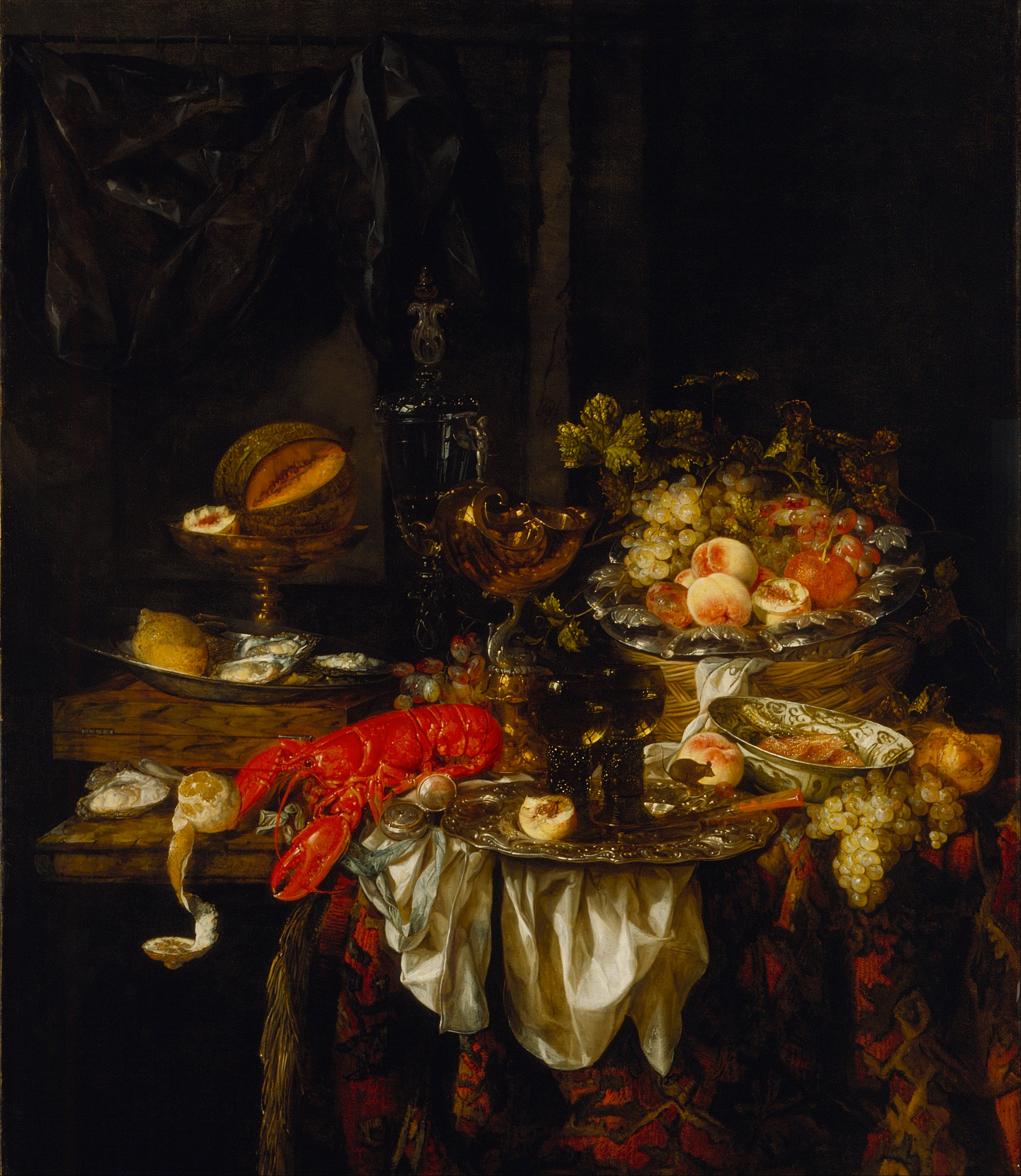
Banket (1667) van Abraham van Beijeren
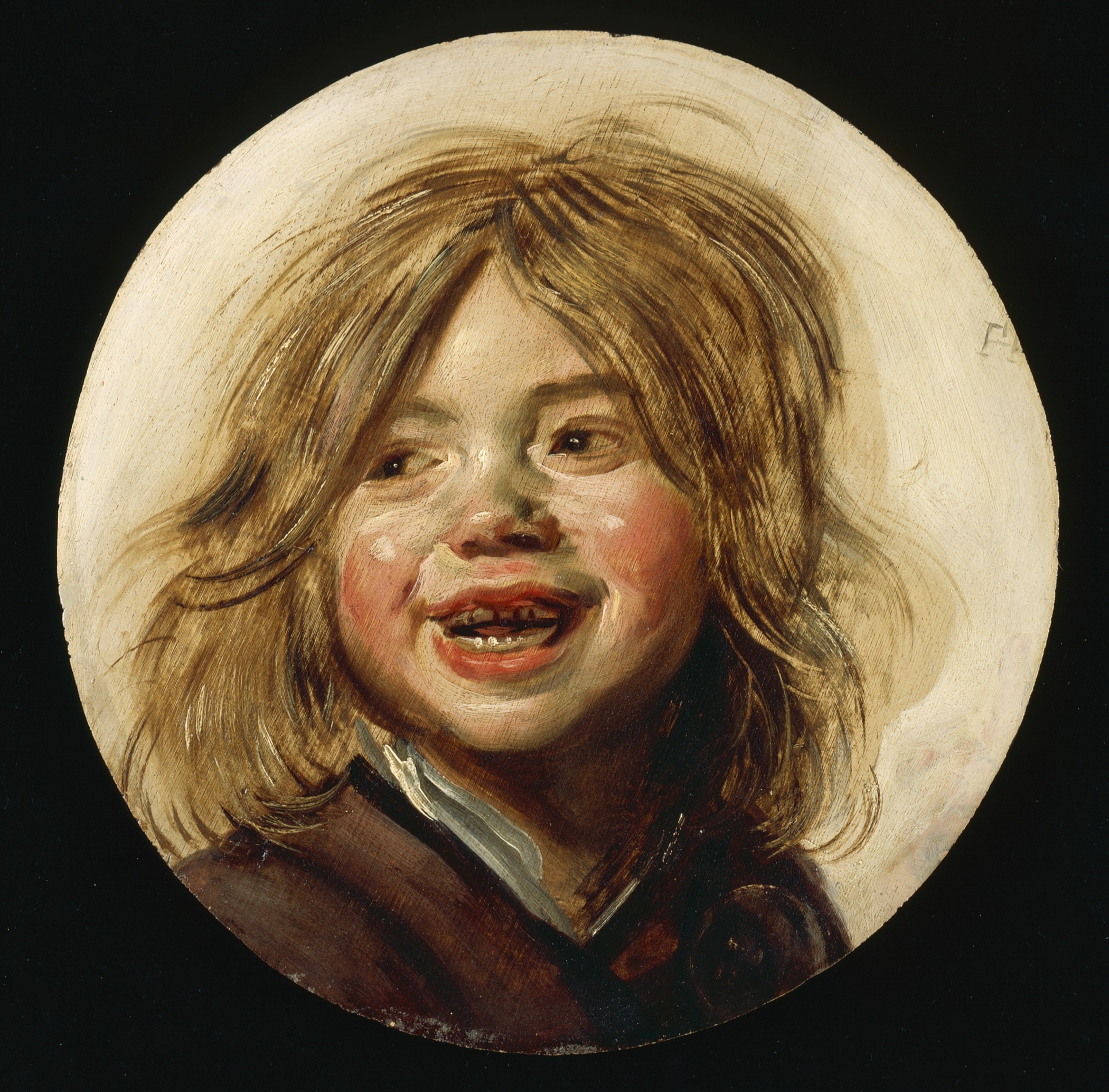
Lachend kind van (1620-1625) Frans Hals

## Gebouwen en collectie

### Ahmanson Building
- Kunst van Afrika en Oceanië
- Moderne Kunst

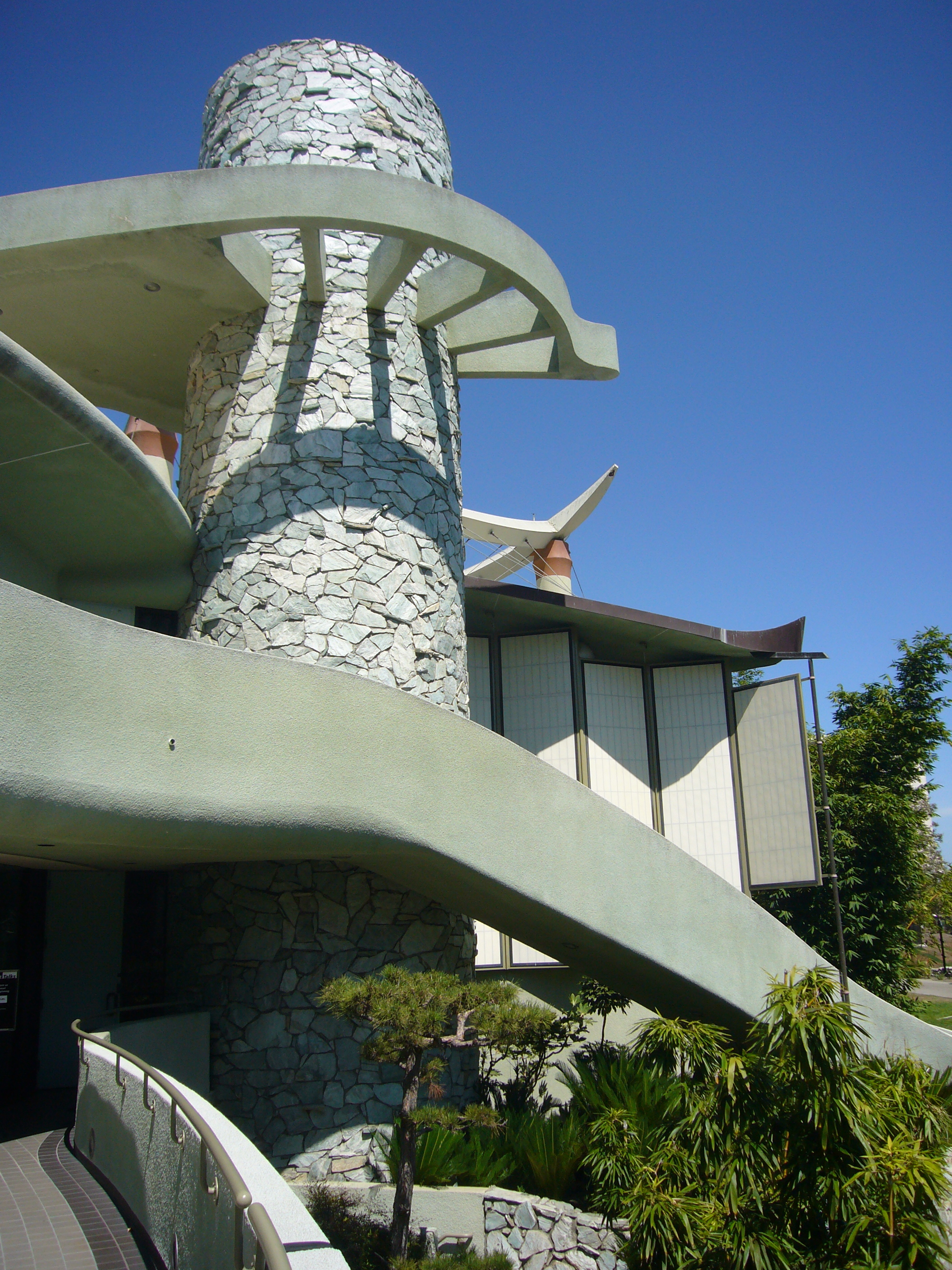
Pavilion for Japanese Art

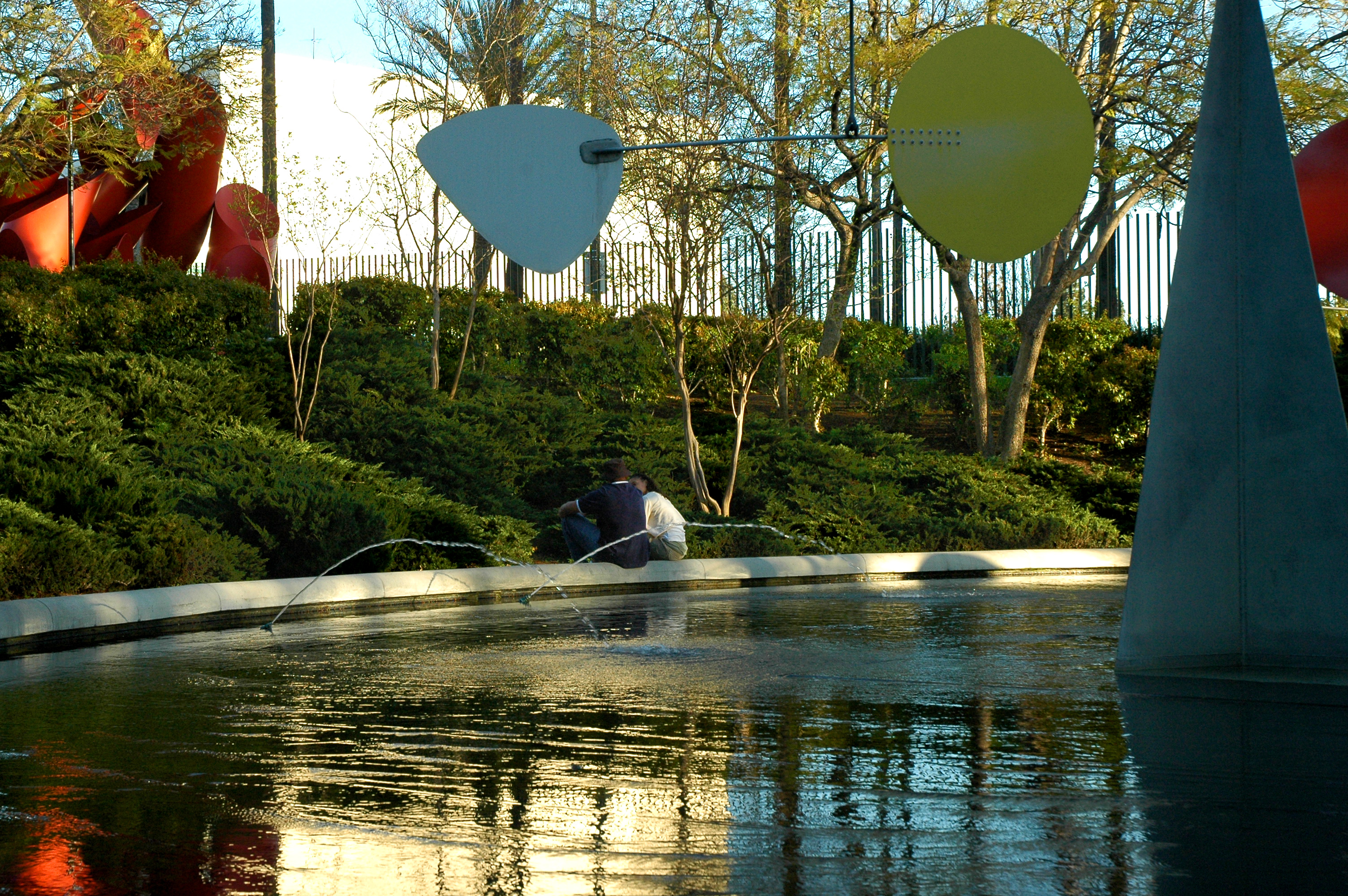
Het nieuwe beeldenpark

- Robert Gore Rifkind Gallery met Duitse Expressionisten
- Europese schilder- en beeldhouwkunst
- Mode en textielkunst
- Griekse, Romeinse en Egyptische Kunst
- Kunst van het Midden-Oosten
- Kunst van Zuid- en Zuidoost-Azië

### Art of the Americas Building
- Amerikaanse Kunst
- Latijns-Amerikaanse Kunst
- Kunst van het Antieke Amerika

### Broad Contemporary Art Building (BCAM)
- Hedendaagse Kunst

### Hammer Building
- Chinese Kunst
- Koreaanse Kunst
- Oude Oosterse Kunst

### LACMA West
- Prenten en tekeningen
- Fotografie
- Expositieruimte

### Pavilion for Japanese Art
- Japanse Kunst

### Beeldenpark
- Rodin Sculpture Garden (B. Gerald Cantor Sculpture Garden) met 10 beelden van Rodin (onder andere Balzac en Jean de Fiennes) en 10 beelden van navolgers, zoals Émile-Antoine Bourdelle en Georg Kolbe.
- LACMA Sculpture Garden met 9 sculpturen van moderne en hedendaagse beeldhouwers, zoals Alexander Calder, Anthony Caro, Donald Judd, Alexander Liberman, Henry Moore en Nancy Graves.